# Erhvervsakademi Sydvest
Erhvervsakademi SydVest er en fusion mellem Erhvervsakademi Vest i Esbjerg 
og Syddansk Erhvervsakademi i Sønderborg.
Erhvervsakademiet udbyder uddannelser i Esbjerg, Sønderborg og Tønder.

## Uddannelser

### Erhervsakademiuddannelser[2]
- Byggetekniker
- Datamatiker
- Designteknolog
- Drifteknolog off shore
- Finansøkonom
- Laborant
- Installatør - stærkstrøm
- Markedsføringsøkonom
- Multimediedesigner
- Produktionsteknolog

### Professionsbacheloruddannelser[3]
- Bygningskonstruktør
- Design og business
- International sales and marketing
- Software development
- Teknisk manager offshore
- Web development

### Akademiuddannelser
- Kommunikation og formidling
- International handel og markedsføring
- Økonomi og ressourcestyring
- Ledelse

### Diplomuddannelser
- Softwareudvikling